# Johann Georg Sigwart

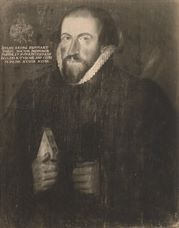
Johann Georg Sigwart Tübinger Professorengalerie

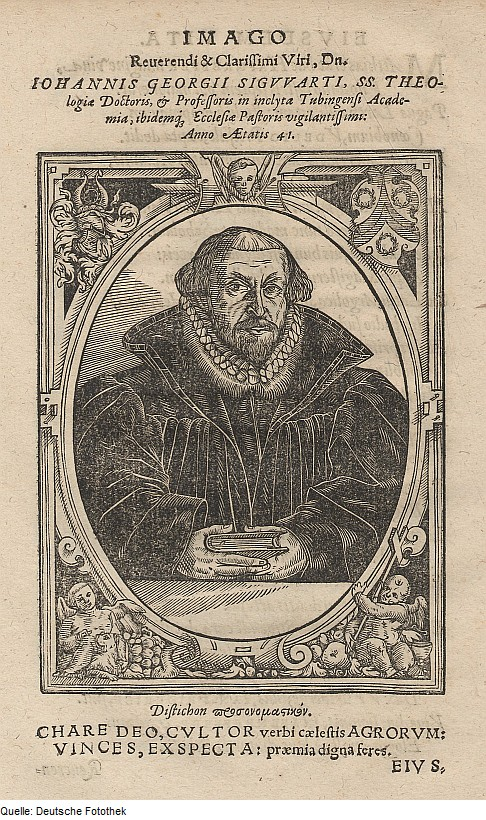
Johann Georg Sigwart

Johann Georg Sigwart (* 16. Oktober 1554 in Winnenden; † 5. Oktober 1618 in Tübingen) war ein Professor der Theologie und Rektor der Universität Tübingen.

## Leben
Sigwart war der Sohn des Bürgermeisters in Winnenden Michael Sigwart (1507 – 3. Februar 1563) und dessen Frau Magaretha Grienenberger. Er besuchte gemeinsam mit Ägidius Hunnius der Ältere die örtliche Lateinschule, nach bestandenem Examen 1570 in Stuttgart, wechselte er 1571 an die Klosterschule in Lorch, war 1574 an die Klosterschule in Adelberg gegangen und bestand 1575 trotz schwerer Krankheiten die Aufnahmeprüfung für die Universität Tübingen. 1576 wurde er dort Bakkalaurus und erwarb sich 1578 den akademischen Grad eines Magisters der Philosophie. Im Anschluss nahm er ein Theologisches Studium bei Jakob Andreae, Jacob Heerbrand  und (Theodor) Dietrich Schnepf (1525–1586) in Angriff.
1584 wurde er Diakon und nach dem Tod von Schnepf Pfarrer daselbst. Zugleich übertrug man ihm 1587 die Professur der Theologie, die er 31 Jahre lang ausübte. Noch ein halbes Jahr bevor er verstarb, hatte man ihm anstelle seines Pfarramts die Aufgabe eines Kirchendekans übertragen. Er war mehrfach Dekan der theologischen Fakultät und führte auch mehrmals das Rektorat der Alma Mater.
Aus seiner 1585 geschlossenen Ehe mit Magarethe, der Tochter des Professors der Rechtswissenschaften Jacob Kappelbeck (1506–1586), sind elf Söhne und sechs Töchter hervorgegangen. Davon überlebten den Vater fünf Söhne und drei Töchter.
Eine große Anzahl von gedruckten Werken und viele Predigten sind erhalten. Zu den meistzitierten gehört eine Analyse über die Gemeinsamkeiten und Unterschiede der Theologie Martin Luthers und Johannes Calvins (Tübingen 1614, 750 Seiten). Sein Bildnis hängt im Senatszimmer des Tübinger Schlosses. Sein Leichnam wurde am 8. Oktober 1618 in der Stiftskirche St. Georg in Tübingen beigesetzt.